# Angiolo Poggiali
Angiolo Poggiali (fl. XIX secolo) è stato un artigiano italiano del XIX secolo.
Fiorentino, attivo nella seconda metà dell'Ottocento, realizzò strumenti geodetici nell'officina di Corrado Wolf a Firenze. Fu tra gli operai premiati alla prima Esposizione Nazionale di Arti e Manifatture (1861) tenutasi a Firenze nella Stazione Leopolda. 
Realizzò tre microscopi per Filippo Pacini (1812-1883), conservati rispettivamente al Museo Galileo di Firenze (inv. 2655 bis), al Musée d'histoire des science di Ginevra e alla Fondazione Scienza e Tecnica di Firenze.